# Балин (Вінницький район)
Ба́лин — село в Україні, у Літинській селищній громаді Вінницького району Вінницької області. Населення становить 565 осіб.

## Географія
Селом протікає річка Іскриль, яка впадає у річку Згар, праву притоку Південного Бугу.

## Історія
За часів Речі Посполитої село належало до Літинського староства.
12 червня 2020 року, відповідно до Розпорядження Кабінету Міністрів України № 707-р «Про визначення адміністративних центрів та затвердження територій територіальних громад Вінницької області», увійшло до складу Літинської селищної громади.
19 липня 2020 року, в результаті адміністративно-територіальної реформи та ліквідації Літинського району, село увійшло до складу Вінницького району.